# Talladega
Talladega är en stad (city) i Talladega County i delstaten Alabama, USA, belägen cirka 80 kilometer öst om Birmingham, Alabama. Talladega är administrativ huvudort (county seat) i Talladega County. 
Staden är bland annat känd för Alabama Institute for Deaf and Blind, motorsportsbanan Talladega Superspeedway och den internationella motorsportens Hall of Fame.

## Kända personer från Talladega
- Taul Bradford, politiker
- William W. Brandon, politiker